# مادلين لومير
مادلين لومير (بالفرنسية: Madeleine Lemaire)‏ هي رسامة توضيحية ورسامة فرنسية، ولدت في 24 مايو 1845 في Les Arcs, Var ‏ في فرنسا، وتوفيت في 8 أبريل 1928 في باريس في فرنسا.

## معرض صور

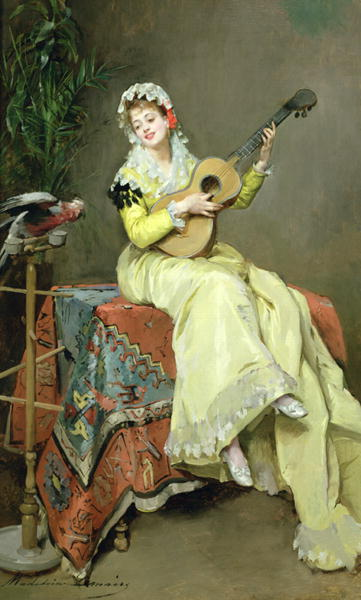
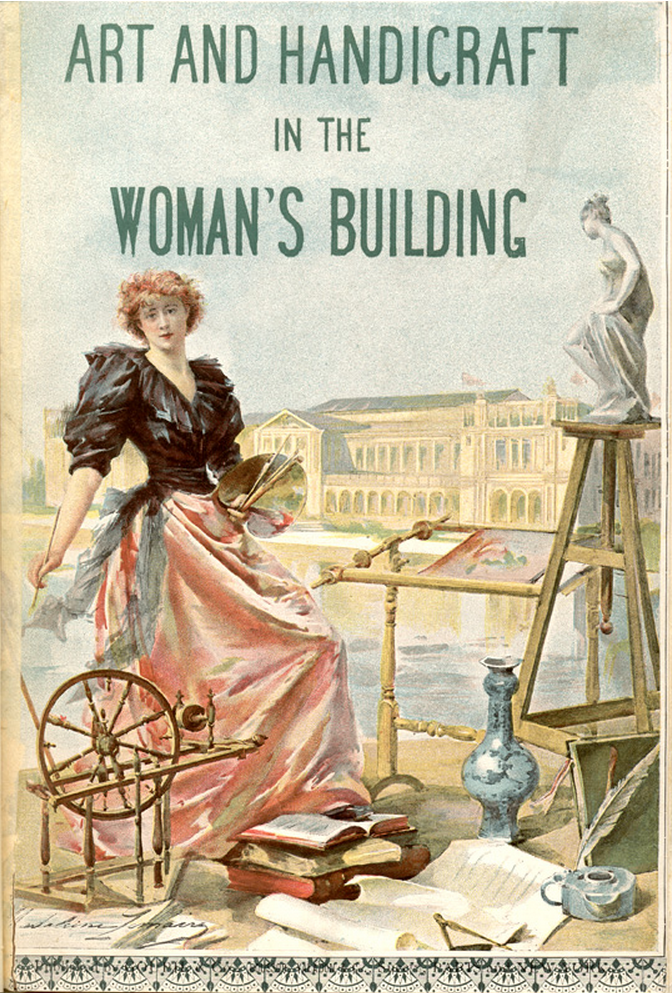
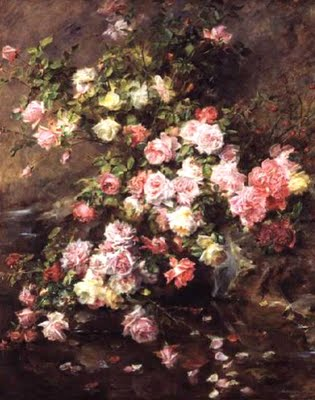
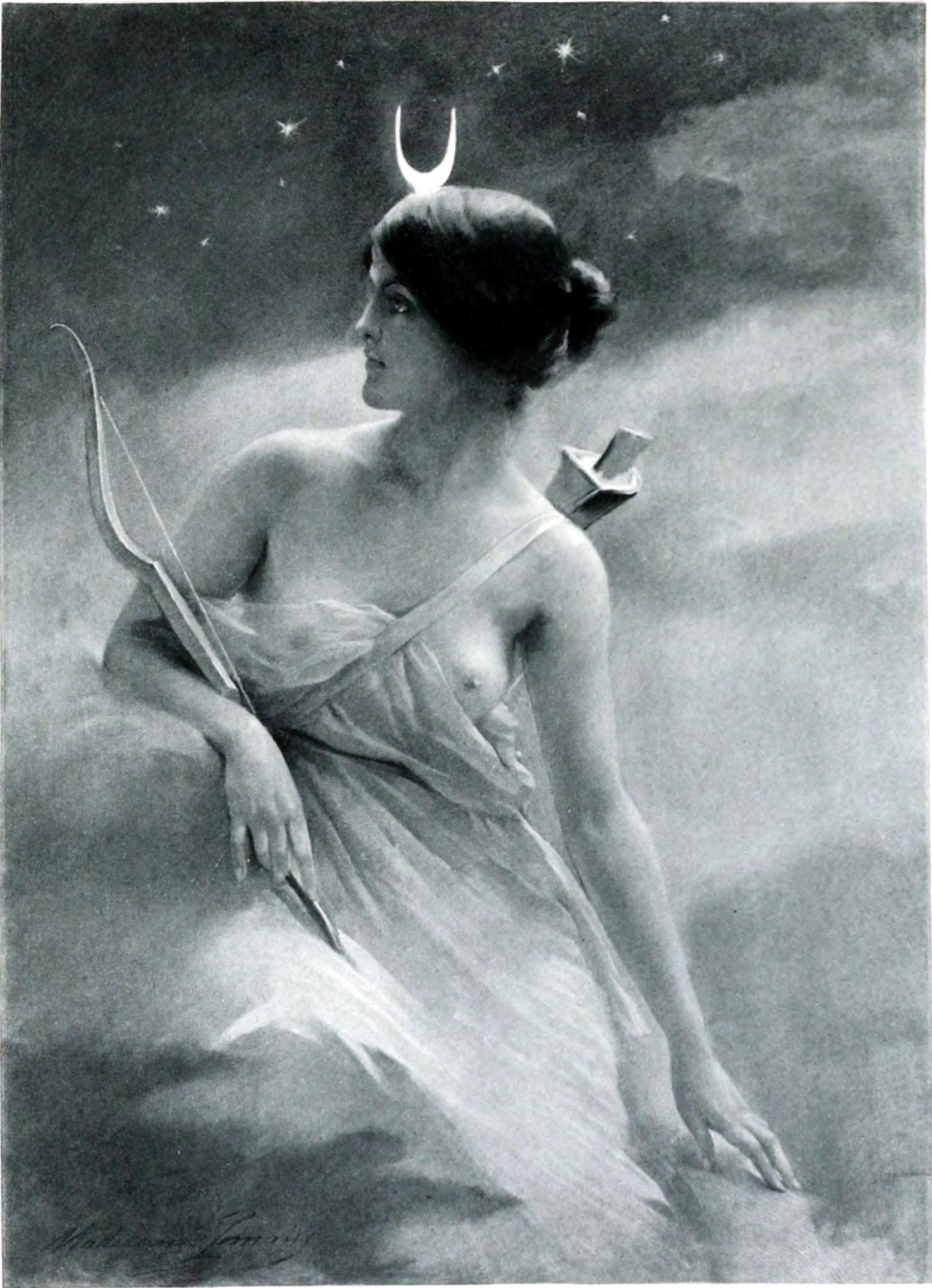
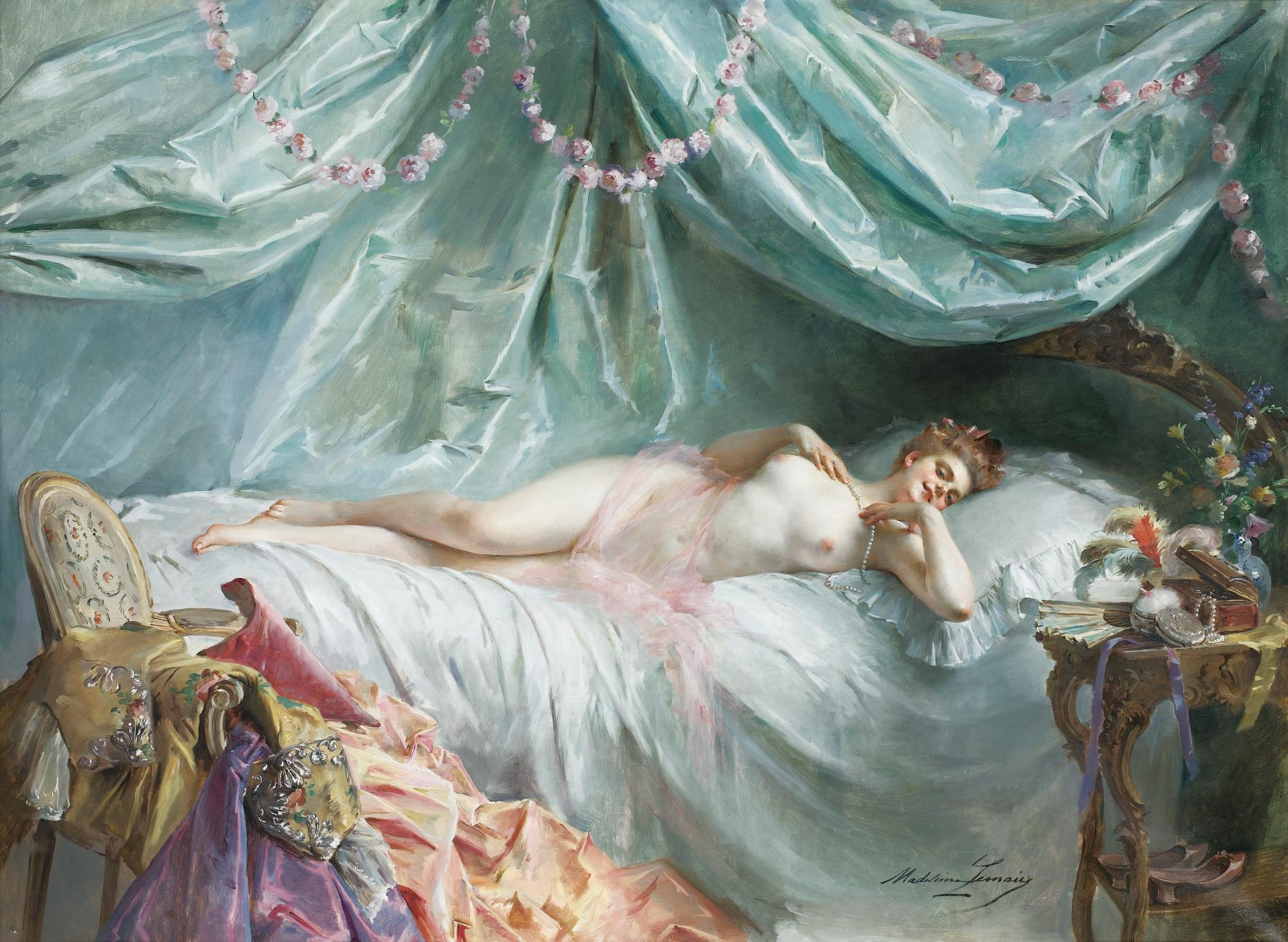
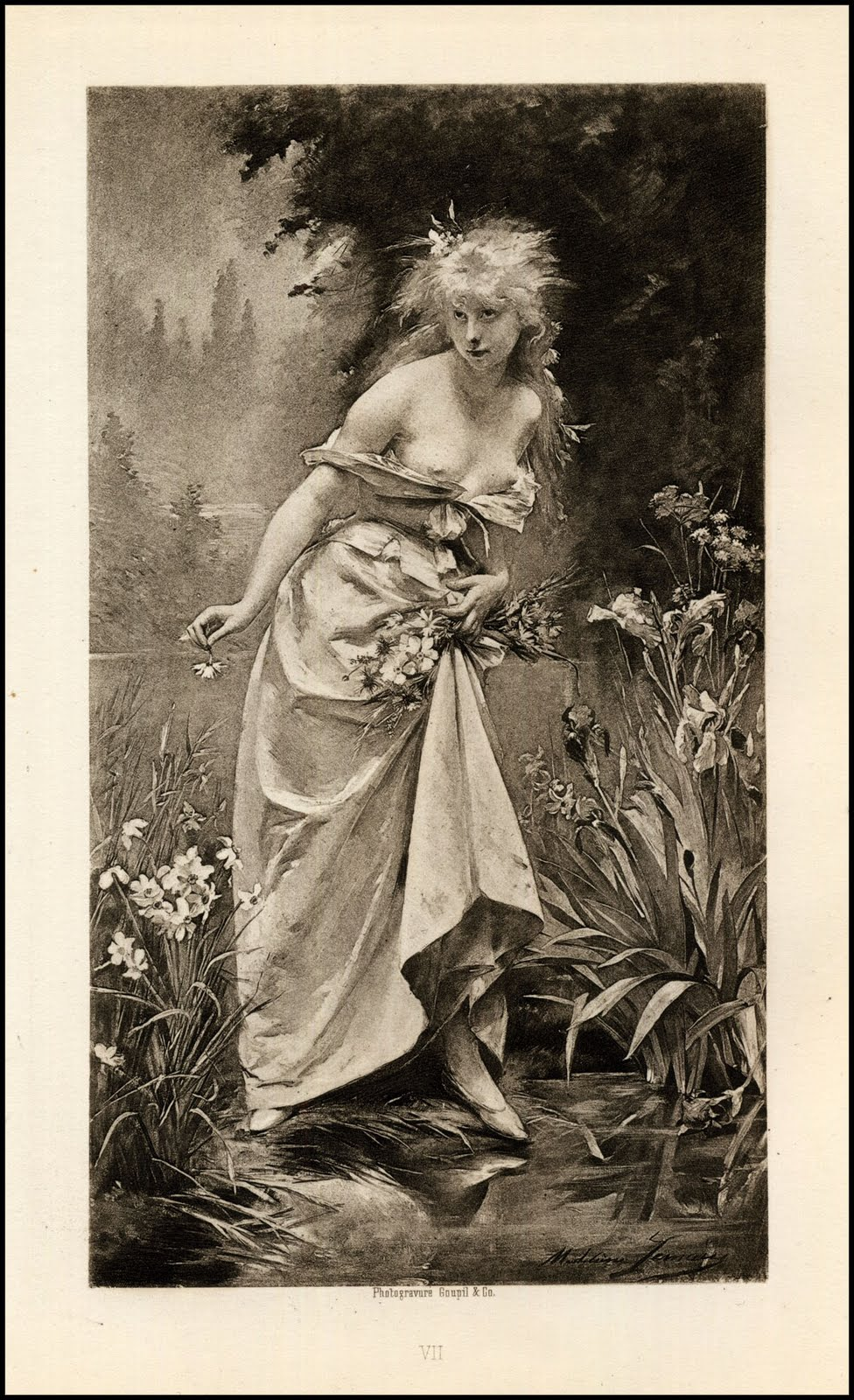

## وصلات خارجية
- مادلين لومير على موقع ميوزك برينز (الإنجليزية)